# L'Arrivée d'un train en gare de La Ciotat
L'Arrivée d'un train en gare de La Ciotat (en català: L'arribada d'un tren a l'estació de La Ciutat) és una pel·lícula dels germans Lumière, considerada una de les primeres pel·lícules projectades en públic, després d'altres també conegudes com La sortida dels obrers de la fàbrica. La seva primera projecció, que va durar menys de 50 segons, es va dur a terme el 28 de desembre de 1895 al Salon indien du Grand Café. Es tracta d'una pel·lícula d'una sola escena, en la qual apareix l'estació de La Ciutat (Boques del Roine) durant l'arribada d'un tren. Tot i no ser la primera pel·lícula projectada en públic, es considera pionera pel que fa al llenguatge cinematogràfic, ja que inclou els elements principals d'aquest camp. L'aparell utilitzat per a dur a terme el rodatge i la projecció va ser el cinematògraf.

## Impacte
Malgrat que no es pugui confirmar la veracitat d'aquest fet, popularment es diu que la reacció del públic davant la projecció de Arribada del tren a l'estació va ser de terror. Els espectadors, no acostumats a visualitzar imatges en moviment a una pantalla, van témer que el tren, que avançava en la seva direcció, arribés fins a ells. Es comenta que part del públic va abandonar la sala i que no va tornar a entrar fins que no els havien assegurat que el tren no sortiria de la pantalla. Independentment de si es tracta d'un mite o dels fets succeïts realment, l'impacte que va causar aquesta innovació va ser de gran talla i va constituir les bases del que s'esdevindria el cinema posterior.
Els germans Lumière estaven intentant aconseguir una imatge en 3D fins i tot abans d'aquesta primera exposició pública de pel·lícules en moviment. Louis Lumière finalment va tornar a rodar L'Arrivée d'un train en gare de La Ciotat amb una càmera de cinema estereoscòpica i la va exposar (juntament amb una sèrie d'altres curtmetratges 3D) en una reunió de 1934 de l'Acadèmia de la Ciència de França. Tenint en compte les contradiccions que omplen els informes del cinema i el pre-cinema, és plausible que els historiadors del cinema primerenc barregessin les reaccions del públic en aquestes projeccions separades de la pel·lícula. L'intensa reacció del públic s'ajusta millor a aquesta darrera exhibició, quan el tren semblava que realment sortia de la pantalla cap al públic.

## Producció
Aquesta pel·lícula formada únicament per una sola escena de 50 segons va ser filmada a La Ciotat, Bouches-du-Rhône, França. Es va filmar per mitjà del cinematògraf, una càmera que permetia filmar, imprimir i projectar les pel·lícules. El format d'aquesta pel·lícula, igual que totes les primeres obres dels germans Lumière, era de 35 mm, amb una relació d'aspecte d'1.33: 1.
L'any 2020 se'n va crear una versió millorada i ressonada del film en resolució 4K i 60 fps.

## Elements cinematogràfics
Hi ha una sèrie d'elements que van aparèixer per primer cop en aquesta pel·lícula i que van fixar les bases del llenguatge cinematogràfic.
- La innovadora composició del pla, trencant per primer cop la frontalitat de la imatge per plasmar la idea de profunditat gràcies a la línia del ferrocarril que creua el pla en diagonal (fotograma 1). És probable que aquesta innovació es produís de manera casual o inconscient: davant la impossibilitat de reproduir el pla frontal de La sortida dels obrers (que únicament hauria estat viable col·locant la càmera enmig dels rails), els Lumière van optar per la posició més propera a la "ideal", col·locant la càmera a l'andana de l'estació i aconseguint per primer cop una imatge en perspectiva a la pantalla.
- Consegüentment, es tracta de la primera pel·lícula en la qual es fa evident el recurs de la profunditat de camp, un concepte molt present en tot el cinema primitiu a causa de la utilització de focals de gran angular però que aquí es fa encara més evident precisament per la innovadora composició del pla (en la qual destaquen les línies de fuga de l'espai).
- A causa de la composició apareixen els primers plans curts (pla mitjà i primer pla), amb els dos passatgers que avancen per l'andana cap a l'objectiu de la càmera. Aquest element també dona lloc a l'aparició del fora de camp (materialitzat pel moviment d'aquests dos passatgers que sobrepassen l'objectiu de la càmera fins a desaparèixer del pla -fotograma 2).
- Per primer cop s'introdueix la idea de moviment (posteriorment anomenat motion picture), destacat per Godard, que assenyala que la pel·lícula tracta sobre el tren, no sobre l'estació.
- També apareix la idea de suspens en el relat cinematogràfic, materialitzat en la imatge de la locomotora que s'acosta amenaçant a la sala ocupada pel públic.[3]